# Meydān-e Bozorg
Meydān-e Bozorg (persiska: میدان بزرگ) är en ort i Iran.   Den ligger i provinsen Lorestan, i den västra delen av landet, 500 km sydväst om huvudstaden Teheran. Meydān-e Bozorg ligger 824 meter över havet och antalet invånare är 618.
Terrängen runt Meydān-e Bozorg är varierad. Runt Meydān-e Bozorg är det ganska glesbefolkat, med 34 invånare per kvadratkilometer. Närmaste större samhälle är Darreh Shahr, 13,7 km väster om Meydān-e Bozorg. Omgivningarna runt Meydān-e Bozorg är i huvudsak ett öppet busklandskap.